# インゲ・ボルク

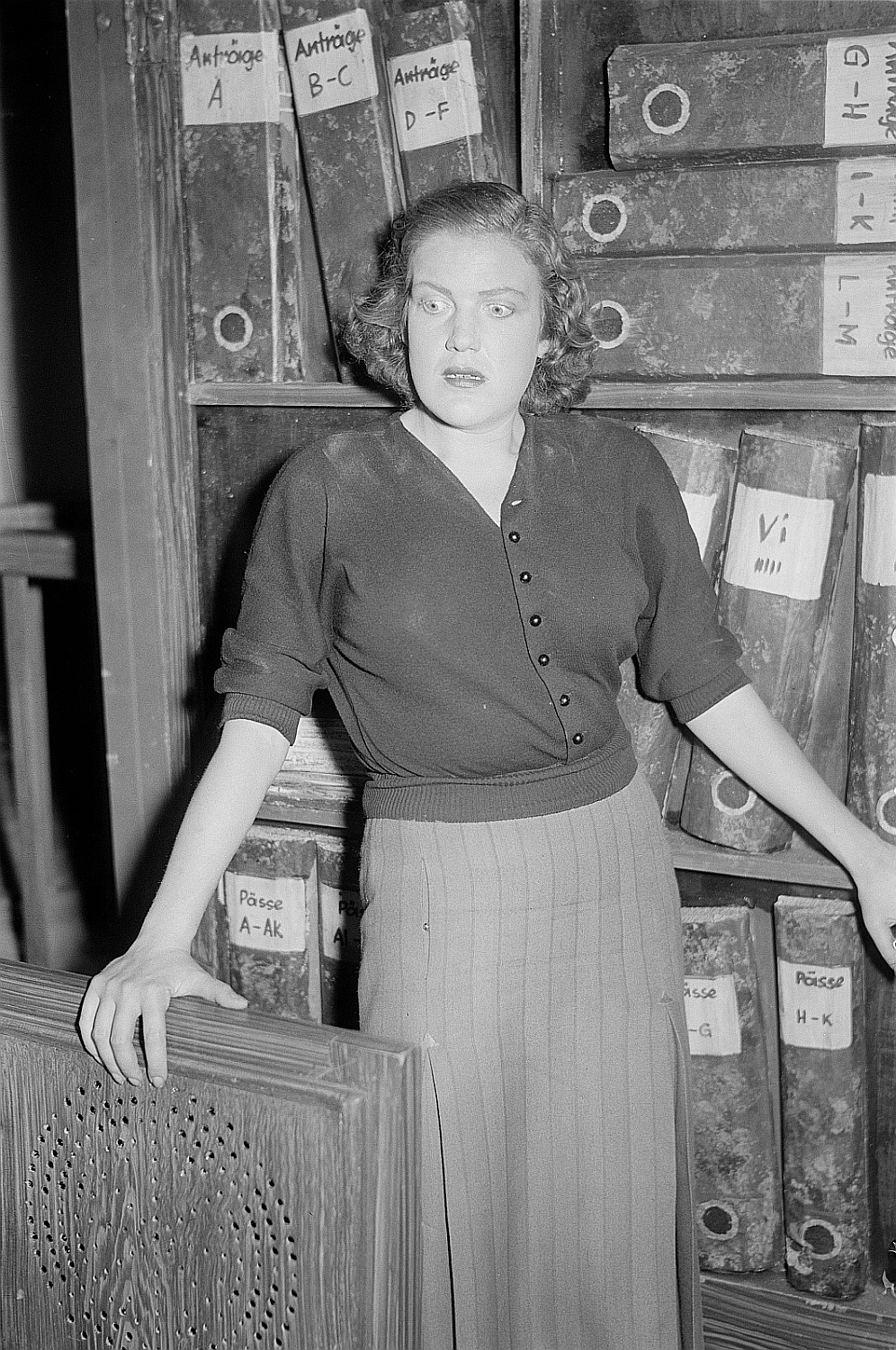
インゲ・ボルク (1951年)

インゲ・ボルク（Inge Borkh, 1921年5月26日 - 2018年8月26日）は、ドイツ出身のソプラノ歌手。
マンハイムにインゲボルク・ジーモン(Ingeborg Simon)として生まれる。ウィーンのブルク劇場のラインハルト・セミナーに参加して演劇の勉強をしたが、ミラノで声楽を学んで歌手への道を歩むようになった。1940年にルツェルンでヨハン・シュトラウス2世の《ジプシー男爵》のツィプラ役でデビューを飾った。1952年にバイロイト音楽祭で《ニーベルングの指輪》にジークリンデ役として出演。1955年にエレーデ指揮でデル・モナコ、テバルディを相手にプッチーニ《トゥーランドット》のタイトル・ロールを録音。1958年にはリヒャルト・シュトラウスの《サロメ》でメトロポリタン歌劇場に初登場している。1973年にオペラ歌手としての活動を終えて舞台女優に転身し、キャバレー・シンガーとしても舞台に立った。